# Parole (jogo)

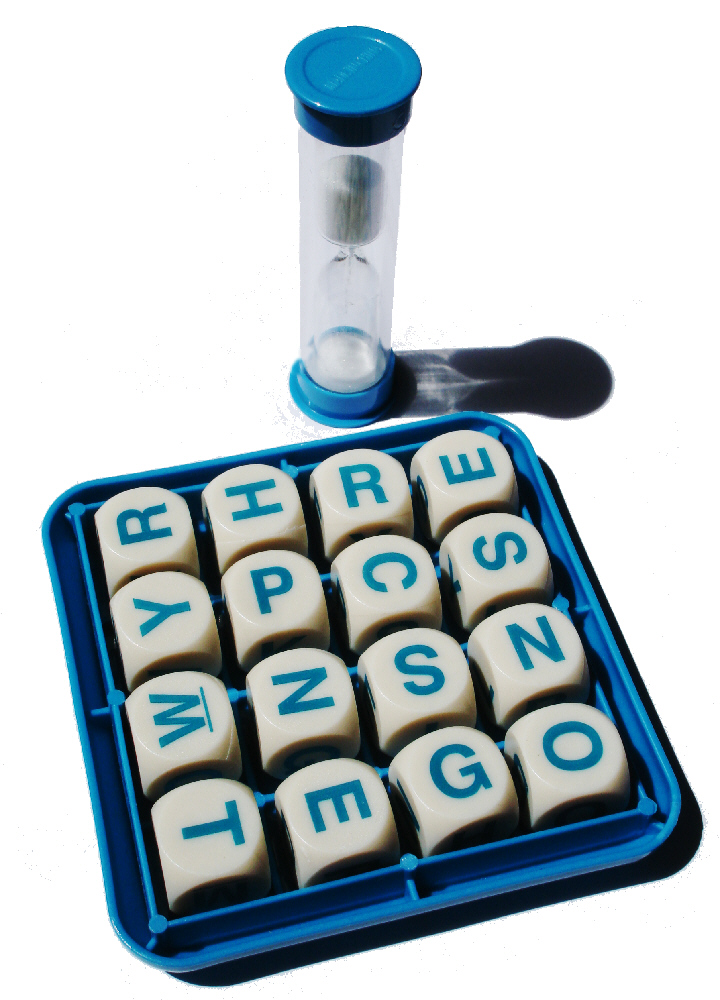
Boggle (versão americana do Parole). À frente, 16 dados; atrás, uma ampulheta usada para a medição do tempo de jogo.

Parole é um jogo em que os participantes devem formar palavras com as letras mostradas aleatoriamente em um conjunto de dados. São dezesseis dados. Cada dado tem diferentes letras impressas em suas faces. Um dos jogadores agita os dados em uma cuba transparente, de modo que as letras mudem a cada rodada, depois vira a cuba sobre uma forma, na qual os dados se encaixam perfeitamente. Deste modo, ficam visíveis dezesseis letras, com as quais os participantes devem formar o maior número de palavras possível, com o maior número de letras em cada, até que se esgote o tempo da ampulheta (em torno de três minutos). Pode-se começar com qualquer letra, mas cada uma deve ser adjacente à anterior (em qualquer direção, inclusive diagonais). Cada letra só pode ser utilizada uma vez por palavra.
É a versão brasileira do americano Boggle.
Os nerds do seriado The Big Bang Theory são adeptos da versão klingon do jogo, o Klingon Boggle.